# بادیگارد (فیلم ۲۰۱۲)
بادیگارد (انگلیسی: Bodyguard) فیلمی کمدی درام کمدی محصول سینمای هند است که سال ۲۰۱۲ منتشر شد. از بازیگران آن می‌توان به تریشا اشاره کرد.